# Akher Wahed Fina
Akher Wahed Fina é um filme de drama tunisiano de 2017 dirigido e escrito por Ala Eddine Slim. Foi selecionado como representante de seu país ao Oscar de melhor filme estrangeiro em 2018.

## Elenco
- Fethi Akkari - M
- Jahwar Soudani - N